# Рєпка Феодосія Василівна
Феодосія Василівна Рєпка (Ріпка) (1896, тепер Кіровоградська область — ?) — українська радянська діячка, лікар, головний лікар Олександрійської міської лікарні Кіровоградської області. Депутат Верховної Ради УРСР 3-го скликання.

## Біографія
У 1914 році закінчила фельдшерську школу.
З 1914 року — медична сестра хірургічного відділення Олександрійської земської лікарні на Єлисаветградщині.
У 1919—1920 роках — фельдшер санітарного поїзда Червоної армії.
У серпні 1920—1924 роках — фельдшер Олександрійської повітової (окружної) лікарні на Єлисаветградщині. Обиралася секретарем Олександрійського повітового комітету професійної спілки фельдшерів.
У 1924—1929 роках — студентка Дніпропетровського медичного інституту, здобула фах лікаря-гінеколога.
З 1929 року — лікар в селі Біляки Семенівського району Полтавщини. Потім працювала лікарем на Донбасі.
У 1940—1941 роках — лікар міської лікарні міста Кишинева Молдавської РСР.
Під час німецько-радянської війни працювала начальником хірургічного відділення армійського госпіталю Червоної армії.
З листопада 1945 року — лікар, головний лікар Олександрійської міської лікарні Кіровоградської області.